# 二天駅
二天駅（にてんえき）は、石川県江沼郡山中町（現・加賀市山中温泉）二天町に存在した北陸鉄道山中線（加南線）の駅である。1971年（昭和46年）、同線の廃線に伴い廃駅となった。

## 歴史
- 時期不明：中田（なかだ）駅として開業。
- 1930年（昭和5年）：二天駅に改称。
- 1943年（昭和18年）10月13日：合併により北陸鉄道の駅となる。
- 1971年（昭和46年）7月11日：加南線全線廃止により廃駅。

## 駅構造
片面ホーム1面1線の無人駅。

## 廃止後
線路と並行していた県道の拡幅用地とされ、歩道となっている。

## 隣の駅
北陸鉄道
山中線
中田駅 - 二天駅 - 河南駅